# Estola cayennensis
Estola cayennensis là một loài bọ cánh cứng trong họ Cerambycidae.